# Richard Brome
Richard Brome (circa 1590 – Londra, 24 settembre 1652) è stato un drammaturgo inglese dell'età carolina.

## Biografia
Poco è noto della vita privata di Brome. Da riferimenti sporadici presenti in testi contemporanei, ad esempio Bartholomew Fair di Ben Jonson, si è ipotizzato che Brome inizialmente fosse stato un servitore di quest'ultimo, dapprima con mansioni da domestico, e che in seguito fosse divenuto segretario e assistente del drammaturgo. Un'altra occorrenza gli attribuisce una moglie e dei bambini, che Brome faticava a sostenere economicamente.
Plausibilmente fu un attore professionista: un documento del 1628 lo attesta tra i componenti della compagnia londinese Queen of Bohemia's Men. In quell'anno Brome aveva già cominciato a scrivere per la scena. Nel 1623 i Prince Charles's Men ottennero il permesso di rappresentare il dramma A Fault in Friendship, andato perduto, per il quale Brome figura come collaboratore; nel 1629 The Lovesick Maid (perduto anch'esso), nella messa in scena dei King's Men, ebbe un riscontro positivo di pubblico. The Northern Lass, del 1932, gli diede successo e fama
Grazie alla testimonianza di vari documenti legali la carriera professionale di Brome ci è più chiara rispetto alla sua vita personale. Finalmente accreditato come autore drammatico, Brome scrisse per le maggiori compagnie di attori e per i teatri più importanti della sua epoca, come il Blackfriars Theatre e il Red Bull Theatre; dal 1635 misero in scena le sue opere la King's Revels Company e i Queen Henrietta's Men al Salisbury Theatre. La commedia The Sparagus Garden presentata al Salisbury Court nel 1635 ebbe un successo straordinario e incassò oltre mille sterline. In seguito Richard Brome firmò un contratto tirennale con Richard Heton, direttore del Salisbury Court, impegnandosi a scrivere tre drammi all'anno, al compenso di 15 scellini la settimana, più un giorno di incassi per ognuna. Brome, tuttavia, non fu in grado di scrivere alla velocità promessa e i pagamenti non furono rispettati. In difficoltà, Brome si rivolse all'attore e impresario Christopher Beeston, proprietario del Cockpit Theatre e del Red Bull Theatre. Nell'agosto 1635, Beeston prestò sei sterline a Brome, che si impegnò a scrivere un testo per Beeston. Heton cercò di riaccaparrarsi Brome con un riconoscimento di 10 sterline per un'opera nuova, ma nuovamente gli impegni delle parti non furono rispettate e Brome ritornò a lavorare per Beeston. Heton si appellò a SIr Henry Herbert, maestro di cerimonie, perché si occupasse della contesa; Herbert stabilì che Brome dovesse ricevere sei scellini a settimana e cinque sterline per ogni opera nuova e, in aggiunta, che i pagamenti dovessero avere luogo anche nel periodo di chiusura dei teatri. La questione, tuttavia, fu complicata dalla chiusura forzata a cui le sale furono costrette a causa della peste, che si protrasse sostanzialmente dal 10 maggio 1636 al 2 ottobre 1637. In questa temperie Beeston licenziò i Queen Henrietta's Men dal Cockpit Theatre nel 1636, determinando lo scioglimento temporaneo della compagnia, con cui Broom aveva collaborato. I King Revel's Men, legati al Salisbury court si sciolsero a causa della crisi. Quando fu possibile riprendere gli spettacoli nell'ottobre 1637, i Queen Henrietta's Men, ricostituitisi, inaugurarono la stagione del Salisbury Court con la commedia di Brome The English Moor.
In seguito alla chiusura dei teatri imposta dai puritani nel 1634, Brome affrontò serie difficoltà economiche e scrisse opere di varia natura: è possibile che fosse l'autore dello spettacolo d'intrattenimento Juno in Arcadia, che è fu messo in scena per l'arrivo ad Oxford della regina Enrichetta Maria. Nel 1652, nella dedica a Thomas Stanley, in calce a un'edizione di A Jovial Crew, Broom descrisse se stesso come "povero e orgoglioso" ("poor and proud").
Morì il 24 settembre 1652 al Charterhouse Hospital di Londra.

## Opere
Le commedie di Brome furono sensibilmente influenzate dallo stile di Ben Jonson: Brome appartenne a pieno titolo e dichiaratamente ai cosiddetti Sons of Ben ("figli di Ben"):
- The City Wit, del 1629 circa, ripreso nel 1637, edito nel 1653.
- The Northern Lass, rappresentato nel 1629, edito nel 1632.
- The Queen's Exchange, del 1629–30 circa, edito nel 1657.
- The Novella, rappresentato nel 1632, edito nel 1653.
- The Weeding of Covent Garden, rappresentato intorno al 1633, edito nel 1659.
- The Sparagus Garden, rappresentato nel 1635, edito nel 1640.
- The Damoiselle or the New Ordinary, del 1638 circa, edito nel 1653.
- The English Moor, or The Mock Marriage, rappresentato nel 1637, edito nel 1659.
- The Antipodes, rappresentato nel 1638, edito nel 1640.
- A Mad Couple Well-Match'd, rappresentato intorno al 1639, edito nel 1653.
- The Lovesick Court, or The Ambitious Politic, del 1640, edito nel 1659.
- The Court Beggar, del 1640 circa, edito nel 1653.
- The New Academy, or The New Exchange, del 1640, edito nel 1659.
- The Queen and Concubine, scritto presumibilmente tra il 1635 e il 1639, edito nel 1659.
- A Jovial Crew, or the Merry Beggars, rappresentato intorno al 1641, edito nel 1652.

The English Moor ci è pervenuto anche nella sua stesura manoscritta.
Brome collaborò inoltre con Thomas Heywood per The Late Lancashire Witches, basato su eventi reali accaduti tra 1633 e 1634, che fu rappresentato dai King's Men e pubblicato nel 1634.
Tra i testi perduti di Brome figurano: The Lovesick Maid (1629); Wit in a Madness (?1637); The Jewish Gentleman (risalente al 1640); A Fault in Friendship (1623); altri due testi scritti in collaborazione con Heywood, The Life and Death of Sir Martin Skink (1634 circa) eThe Apprentice's Prize (composto tra 1633 e 1641); infine Christianetta, or Marriage and Hanging Go by Destiny (risalente al 1640), frutto di una collaborazione con George Chapman.

## Influenza
Alla riapertura dei teatri, nel periodo della Restaurazione, alcune delle opere di Brome conobbero nuova fortuna sulle scene e furono ristampate. Il testo di maggior successo fu A Jovial Crew, che fu ampiamente rappresentato e ripubblicato nel 1661, 1684 e 1708. Da esso fu tratta un'opera nel 1731. Altri testi di Brome riapparvero in forma di adattamento: The Debauchee di Aphra Behn, pubblicato nel 1677, ad esempio, è una riscrittura di A Mad Couple Well-Match'd di Brome, di cui conserva anche i nomi dei personaggi.